# Hohenahr
Hohenahr település Németországban, Hessen tartományban. Lakosainak száma 4898 fő (2023. december 31.). Hohenahr Bischoffen, Wetzlar, Aßlar és Mittenaar községekkel határos.

## Népesség
A település népességének változása:
| Lakosok száma | 4769 | 4788 | 4811 | 4900 | 4898 |
|               | 2017 | 2019 | 2021 | 2022 | 2023 |